# Aeropuerto de Sion
El Aeropuerto de Sion (en francés: Aéroport de Sion) (código IATA: SIR - código OACI: LSGS/LSMS), está situado en Sion, Suiza, en el Cantón del Valais. Es el único aeropuerto mixto de Suiza, donde los vuelos civiles y militares coexisten. Por lo tanto, acoge con satisfacción el aeropuerto civil de Sion y una base militar de la Fuerza Aérea Suiza.

## Instalaciones

### Terminal
Su terminal civil tiene una capacidad de 2600 pasajeros por día con cinco mostradores de facturación, una zona internacional, incluyendo salas de embarque, la llegada de la carga, clasificación de equipajes, aduana, entre otros.

### Pista de Aterrizaje
Cuenta con una pista pavimentada de 2.000 m x 40 m con iluminación y una pista de hierba de 660 m x 30 m. Su sistema de aterrizaje por instrumentos (IGS) permite que una amplia gama de aviones y helicópteros puedan aterrizar a ellas.

## Aerolíneas y destinos
| Ciudad            | Nombre del aeropuerto                  | Aerolíneas                            | Aeronaves          | Frecuencias semanales |        |
| Europa            | Europa                                 | Europa                                | Europa             | Europa                | Europa |
| ----------------- | -------------------------------------- | ------------------------------------- | ------------------ | --------------------- | ------ |
| España            |                                        |                                       |                    |                       |        |
| Palma de Mallorca | Aeropuerto de Palma de Mallorca        | Helvetic Airways (Chárter estacional) | E-Jet              |                       |        |
| Francia           |                                        |                                       |                    |                       |        |
| Calvi             | Aeropuerto de Calvi – Sainte-Catherine | Air Mountain (Estacional)             | Super King Air 200 |                       |        |
| Figari            | Aeropuerto de Figari-Sud Corse         | Air Mountain (Estacional)             | Super King Air 200 |                       |        |
| Saint-Tropez      | Aeropuerto La Môle – Saint-Tropez      | Air Mountain (Estacional)             | Super King Air 200 |                       |        |
| Italia            |                                        |                                       |                    |                       |        |
| Alguer            | Aeropuerto de Alguer-Fertilia          | Air Mountain (Estacional)             | Super King Air 200 |                       |        |
| Roma              | Aeropuerto de Roma-Fiumicino           | Air Mountain (Estacional)             | Super King Air 200 |                       |        |
| Suiza             |                                        |                                       |                    |                       |        |
| Ginebra           | Aeropuerto de Ginebra                  | Air Mountain (Estacional)             | Super King Air 200 |                       |        |

## Estadísticas
Ver fuente y consulta Wikidata.